# Hardflip
 (novembre 2024).
Si vous disposez d'ouvrages ou d'articles de référence ou si vous connaissez des sites web de qualité traitant du thème abordé ici, merci de compléter l'article en donnant les références utiles à sa vérifiabilité et en les liant à la section « Notes et références ».
 (février 2023).
Le hardflip est un trick (une figure) de skateboard appartenant à la catégorie des flips. 

## Decription
Son exécution consiste à faire flipper (tourner) la planche de telle sorte qu'elle fasse à la fois une rotation de type Frontside (FS) Pop Shove It et également de type Kickflip. Le pied arrière donnera l'impulsion du FS Pop Shove It et le pied avant celle du Kickflip. Ainsi la planche atterrit du côté grip (agrippant) et le skateur n'a plus qu'à atterrir à son tour et rouler. 
C'est un mélange entre un kickflip et un frontside shove-it. 

## Variantes
Le Hardflip est un trick pouvant être (au niveau du Kickflip) doublé, triplé ... On parlera alors d'Hard Double Kickflip ou d'Hard Triple Kickflip.
On peut également doubler... la rotation en FS Pop Shove It. On parlera alors de 360 Hardflip si la rotation en frontside Pop Shovit est doublée (Un Pop Shove It simple Frontside ou Backside correspond à une rotation de 180°).
Le Hardlfip est le trick "miroir" de l'Inward Heelflip (trick issu de la fusion d'un Pop Shove It et d'un Heeflip).